# Ronde van Burkina Faso
De Ronde van Burkina Faso (Frans: Tour du Faso) is een meerdaagse wielerwedstrijd van tien etappes, die jaarlijks in de herfst wordt gereden in het West-Afrikaanse land Burkina Faso. De ronde maakt deel uit van de UCI Africa Tour en is de belangrijkste Afrikaanse etappewedstrijd. Amaury Sport Organisation, organisator van onder andere de Ronde van Frankrijk, Parijs-Nice en de eendagskoers Parijs-Roubaix stond gedurende enkele jaren in voor de organisatie van de Tour du Faso.

## Lijst van winnaars

### Meervoudige winnaars
| Overwinningen | Renner            | Land         | Jaren       |
| ------------- | ----------------- | ------------ | ----------- |
| 2             | Ernest Zongo      | Burkina Faso | 1995 + 1997 |
| 2             | Abdelati Saadoune | Marokko      | 2002 + 2009 |

### Overwinningen per land
| Overwinningen | Land                                  |
| ------------- | ------------------------------------- |
| 16            | Burkina Faso                          |
| 6             | Marokko                               |
| 3             | Frankrijk                             |
| 2             | België, Duitsland, Nederland          |
| 1             | Angola, Egypte, Oekraïne, Sovjet-Unie |